# Paul Bonaldi
Pour les articles homonymes, voir Bonaldi.
Paul Bonaldi (Castiglione, 19 mars 1917 - Marseille, 13 janvier 2008) est un militaire français Compagnon de la Libération. Soldat des troupes coloniales en poste en Afrique au début de la Seconde Guerre mondiale, il décide de se rallier à la France libre et participe au sein de la 2e division blindée aux combats d'Afrique du nord, de France et d'Allemagne.

## Biographie

### Jeunesse et engagement
Paul Bonaldi naît le 19 mars 1917 à Castiglione, alors dans le département de Corse. Fils d'officier, il décide de s'engager après avoir passé son bac et entre le 18 novembre 1936 dans les troupes coloniales. Après plusieurs affectations, il est muté au Tchad en juin 1938.

### Seconde Guerre mondiale
Il est toujours en poste en Afrique en juin 1940 lorsqu'il entend l'appel du général de Gaulle. Refusant l'armistice, il décide de s'engager dans les forces françaises libres le 26 août lorsque le Tchad choisit de se ranger du côté de la France libre. Au sein de la colonne "Leclerc", il est affecté au régiment de tirailleurs sénégalais du Tchad (RTST) avec lequel il prend part à la bataille de Koufra en 1941, puis de 1942 à 1943, aux campagnes du Fezzan et de Tripolitaine en Libye. Il participe ensuite à la campagne de Tunisie au cours de laquelle il est cité pour avoir efficacement assuré la défense de son unité contre un bombardement de stukas le 23 février 1943.
En été 1943, lors de la création de la 2e division blindée (2e DB), le RTST devient régiment de marche du Tchad dans lequel Paul Bonaldi est affecté au 3e bataillon. Avec la 2e DB, il est transféré en Angleterre en avril 1944 puis débarque en Normandie le mois d'août suivant. Il participe à la libération de la France, de la bataille de Normandie à celle des Vosges en passant par la libération de Paris. Dans l'est de la France, il s'illustre en septembre 1944 en réalisant de nombreuses patrouilles de combat puis en remplaçant son chef de section blessé pour mener ses hommes à l'assaut du village d'Anglemont. Promu aspirant et prenant définitivement la tête de sa section, il participe à la bataille d'Alsace au cours de laquelle il s'illustre à nouveau le 28 janvier 1945 en réduisant au silence un poste de mitrailleuse qui empêchait l'accès au village de Grussenheim. Installé avec ses hommes dans le village, il parvient à repousser une contre-attaque ennemie appuyée par des chars. Il suit ensuite la progression de la 2e DB en Allemagne jusqu'à Berchtesgaden.

### Après-guerre
Terminant la guerre avec le grade de sous-lieutenant, il quitte l'armée et devient représentant de commerce puis gérant de société. Paul Bonaldi meurt le 13 janvier 2008 à Marseille où il est inhumé.

## Décorations
|  |  |  |
|  |  |  |
|  |  |  |

| Officier de la Légion d'honneur (1996)  | Officier de la Légion d'honneur (1996) | Compagnon de la Libération                                        | Compagnon de la Libération                                        | Médaille militaire           | Médaille militaire           |
| Croix de guerre 1939-1945               | Croix de guerre 1939-1945              | Médaille coloniale Avec agrafes "Koufra" et "Fezzan-Tripolitaine" | Médaille coloniale Avec agrafes "Koufra" et "Fezzan-Tripolitaine" | Military Medal (Royaume-Uni) | Military Medal (Royaume-Uni) |
| Presidential Unit Citation (États-Unis) |                                        |                                                                   |                                                                   |                              |                              |